# Sauvie Island
Sauvie Island (енгл. Sauvie Island) је острво САД које припада савезној држави Орегон. Површина острва износи 85 km². Према попису из 2000. на острву је живело 1.078 становника.